# Simón Iturri Patiño
Simón Iturri Patiño, gick under smeknamnen El rey del estaño (svenska: Kungen av tenn) och El Rockefeller andino (svenska: Andernas Rockefeller), född 1 juni 1860 i Santiváñez i Bolivia, död 20 april 1947 i Buenos Aires i Argentina, var en boliviansk gruvmagnat som kontrollerade halva av Bolivias tennbrytning och var även en stor spelare på den internationella marknaden för tenn med globala marknadsandelar på minst 35 %.
Han hade också intressen i bankverksamhet, smältverk och jordbruk och hade företag över hela världen såsom i Malaysia, Storbritannien, Tyskland och USA. I och med det blev Patiño också en av världens rikaste personer under sin livstid.
År 1938 var han en av Bolivias representanter vid Éviankonferensen i Évian-les-Bains i Frankrike.
I och med förmögenheten kom också makt, han begärde hjälp från Bolivias armé för att slå ner en strejk i gruvan Catavi. Detta resulterade i att mellan 19 och 400 gruvarbetare dödades, beroende på källa. Fem år efter att han avled beslutade bolivianska staten att nationalisera hans gruvor i och med 1952 års bolivianska nationella revolution.
År 2008 släppte journalisten Malcolm Gladwell en bok med titeln Outliers: The Story of Success och i den uppskattade Gladwell Patiños förmögenhet till 81,2 miljarder amerikanska dollar vid 2008 års dollarvärde.